# Ukrajinska vaterpolska reprezentacija
Ukrajinska vaterpolska reprezentacija predstavlja državu Ukrajinu u športu vaterpolu. 

## Nastupi na velikim natjecanjima

### Olimpijske igre
- 1996.: 12. mjesto

### Europske igre
- 2015.: 15. mjesto

## Kvalifikacije za velika natjecanja
- EP 2008.:

- kvalifikacije: Volončuk, Olefirenko, Šylin, Kozlov, Djačuk, Rjabčenko, Naumčuk, Djadjura, Vojtenko, Obedinskyj, Hrišin, Švedov, Radivilov, Izbornik: Skuratov

- nisu se kvalificirali